# 217 f.Kr.

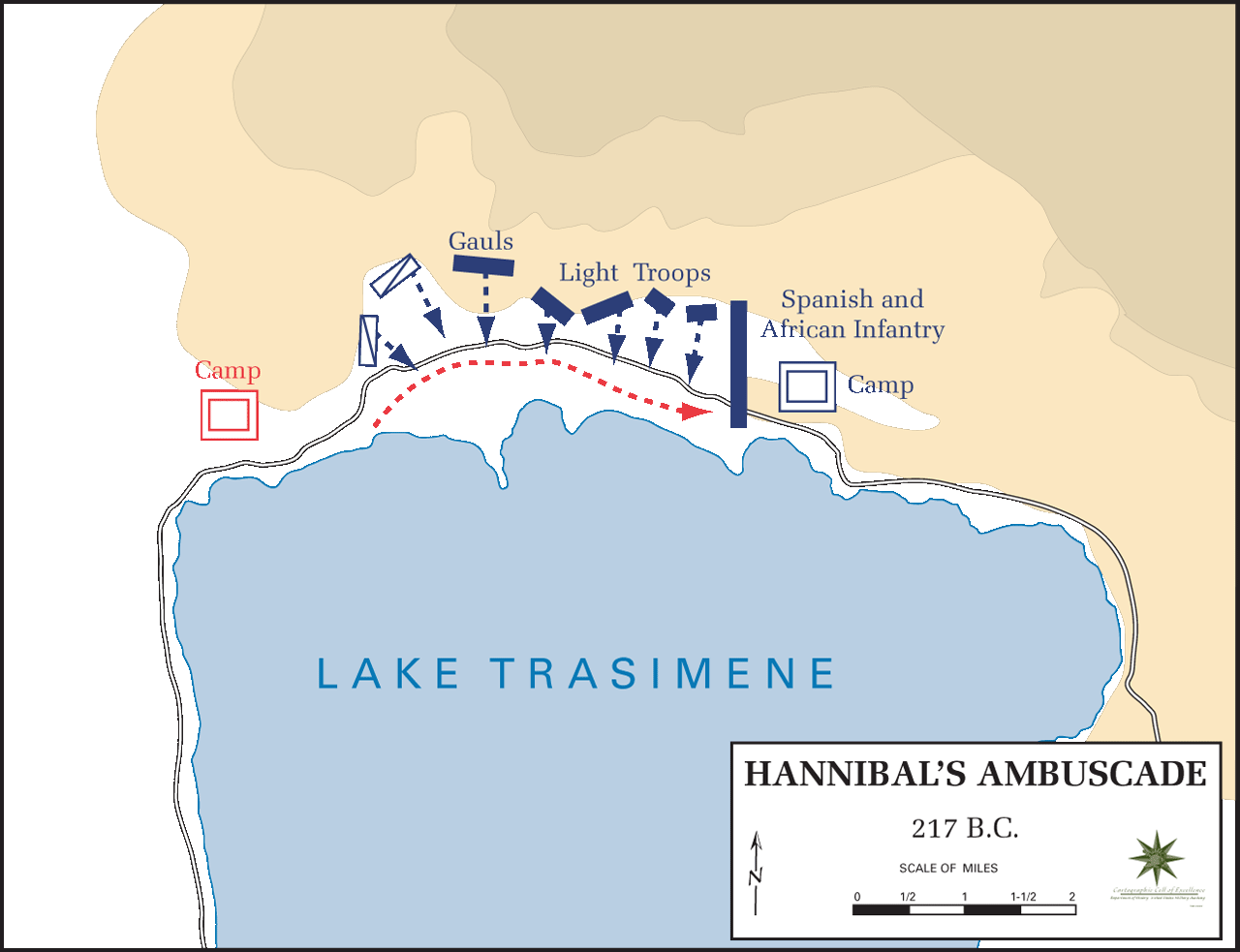
Slaget vid Trasimene

## Händelser

### Efter plats

#### Romerska republiken
- Gaius Flaminius Nepos blir återvald till konsul tillsammans med Gnaeus Servilius Geminus i vad som anses vara en tillrättavisning av senaten, för att den har inlett det pågående kriget. Flaminius rekryterar nya legioner och marscherar norrut, för att möta den karthagiske generalen Hannibal.
- Hannibal rycker fram till floden Arno och utmanövrerar sedan Gaius Flaminius Nepos armé vid Arretium samt når Faesulae (nuvarande Fiesole) och Perugia.
- 21 juni – Hannibals trupper på 55 000 man lyckas halvera den romerske generalen Gaius Flaminius Nepos armé på 30 000 man i slaget vid Trasimenska sjön (i Umbrien) under det andra puniska kriget. Karthagerna dödar tusentals (inklusive Flaminius) och driver andra att drunkna i sjön (de romerska förlusterna uppgår efter slaget till 15 000 man, medan karthagerna förlorar 2 500). Förstärkningar på omkring 4 000 kavallerister från Ariminum under praetorn Gaius Centenius blir genskjutna innan de anländer och krossas också. Därefter marscherar de karthagiska trupperna mot Rom.
- Gaius Flaminius Nepos anhängare i senaten börjar förlora makten till de mer aristokratiska fraktionerna när romarna fruktar att Hannibal skall belägra staden. Senaten utnämner Quintus Fabius Maximus Verrucosus till diktator.
- Quintus Fabius Maximus inleder sin "förhalningstaktik". Detta innebär, att han undviker att möta karthagerna på slagfältet och tillämpar den brända jordens taktik i ett område runt Hannibals armé. Då han förflyttar sig bland kullarna, där Hannibals kavalleri är ineffektivt, lyckas Fabius skära av sin fiendes försörjning och ansätta Hannibals styrkor oavbrutet. Fabius får epitetet Cunctator (Förhalaren) tack vare denna strategi.
- Hannibal härjar Apulien och Kampanien; under tiden ger Quintus Fabius Maximus armés taktik endast möjlighet till skärmytslingar mellan de båda arméerna.
- Fabius' förhalningstaktik börjar bli mer och mer impopulär i Rom och han tvingas återvända till staden för att försvara sina handlingar under förvändningen att han har några religiösa åligganden att fullgöra. Marcus Minucius Rufus, som är kavallerichef, övertar befälet och lyckas överraska karthagerna nära deras läger vid Geronium och tillfogar dem svåra förluster i en stor skärmytsling. Denna "seger" får romarna, som är missnöjda med Fabius, att upphöja Minucius till diktator vid sidan av Fabius.
- Minucius tar över halva armén och slår läger på en annan plats än Fabius nära Geronium. Hannibal, som har blivit informerad om denna utveckling, gillrar en avancerad fälla, som lockar fram Minucius och hans armé, varpå Hannibal anfaller den från alla sidor. Fabius lägliga ankomst med andra halvan av armén gör att Minucius armé kan fly efter att ha blivit illa tilltygad. Efter slaget överlämnar Minucius sin armé till Fabius och återgår till sina plikter som kavallerichef.

#### Egypten
- 22 juni – En hoplitfalang ur den egyptiska armén, som enligt uppgift består av 82 000 man och 73 elefanter, ledd av farao Ptolemaios IV Filopator, besegrar en seleukidisk här, som ska ha bestått av 68 000 man och 100 elefanter, ledd av Antiochos III, i slaget vid Rafia nära Gaza (i nuvarande Israel). Då de inser vilken militär makt de har börjar hopliterna (Egyptens urinvånare) att kräva fler privilegier, vilket leder till utvecklandet av rasåtskillnader, vilket i sin tur kommer att försvaga den ptolemaiska dynastin i framtiden. Även om Ptolemaios IV efter slaget behåller initiativet i det fjärde syriska kriget börjar han, på sin försteminister Sosibios inrådan, förhandla om fred och seleukidarmén drar sig tillbaka från Koilesyrien. Antiochos III ger upp alla sina erövringar, utom staden Seleucia Pieria.

#### Grekland
- Medan han är invecklad i ett krig med aitolierna får Filip V av Makedonien kännedom om Hannibals seger över romarna vid Trasimenesjön. Då han ser en chans att återta sitt illyriska kungarike från romarna råder Demetrios från Faros omedelbart den unge kungen att sluta fred med aitolierna och vända sin uppmärksamhet mot Illyrien och Italien. Filip börjar genast förhandla med aitolierna och på en konferens vid kusten nära Naupaktos träffar han de aitoliska ledarna och kan sluta fred med dem, vilket gör slut på det tre år långa andra bundsförvantskriget.

#### Spanien
- Publius Cornelius Scipio skickas med förstärkningar från Rom till Spanien som prokonsul. I ett sjöslag vid floden Ebro vid Tarraco blir den karthagiske generalen Hasdrubals flotta till största delen förstörd genom ett djärvt romerskt överraskningsanfall, lett av Publius Cornelius Scipio och hans bror Gnaeus Cornelius Scipio Calvus. Som ett resultat av detta kan romarna stärka sitt grepp över området runt floden Ebro.

## Avlidna
- Gaius Flaminius Nepos, romersk konsul och general (stupad)
- Pinnes (även Pinneios eller Pineios), son till kung Agron, av Illyrien och dennes första hustru Triteuta. Han har officiellt efterträtt sin far som kung 230 f.Kr., men kungariket har styrts av Agrons andra hustru, drottning Teuta och tagits över av romarna, som har satt Demetrios från Faros i den unge kungens ställe.